# Abdel-Kader Salifou
Abdel-Kader Salifou (* 7. Dezember 1989 in Reims) ist ein französischer Tischtennisspieler. Derzeit steht er beim Chartres ASTT unter Vertrag. Er ist Rechtshänder, verwendet als Griff die europäische Shakehand-Schlägerhaltung und gewann 2010 mit der Mannschaft Bronze bei der Europameisterschaft.
Erste Erfolge erzielte Abdel-Kader Salifou bei Jugend-Europameisterschaften. 2006 erreichte er mit Elizabeta Samara das Endspiel im Mixed. Ein Jahr später wurde er Europameister im Doppel mit Michail Paikow (RUS), im Mixed mit Natalia Partyka gewann er Bronze. Er spielte bei den französischen Vereinen SPO Rouen und Stella Sport La Romagne sowie in der Saison 2019/20 in der deutschen Bundesliga bei TTC Neu-Ulm. 2020 schloss er sich dem Bundesligaverein TSV Bad Königshofen an, den er 2021 wieder Richtung Chartres ASTT (Frankreich) verließ.

## Turnierergebnisse
| Verband | Veranstaltung               | Jahr | Ort            | Land | Einzel        | Doppel        | Mixed         | Team          |
| ------- | --------------------------- | ---- | -------------- | ---- | ------------- | ------------- | ------------- | ------------- |
| FRA     | Weltmeisterschaft           | 2018 | Halmstad       | SWE  |               |               |               | 17            |
| FRA     | Weltmeisterschaft           | 2015 | Suzhou         | CHN  | letzte 128    | letzte 64     |               |               |
| FRA     | Weltmeisterschaft           | 2013 | Paris          | FRA  | letzte 128    | letzte 32     |               |               |
| FRA     | Weltmeisterschaft           | 2010 | Moskau         | RUS  |               |               |               | 19            |
| FRA     | Weltmeisterschaft           | 2008 | Guangzhou      | CHN  |               |               |               | 22            |
| FRA     | Pro Tour                    | 2013 | Rabat          | MAR  | Gold          |               |               |               |
| FRA     | Pro Tour                    | 2013 | Zagreb         | HRV  | Gold          |               |               |               |
| FRA     | Pro Tour                    | 2013 | Kairo          | EGY  | Gold          |               |               |               |
| FRA     | Pro Tour Grand Finals       | 2013 | Dubai          | UAE  | Viertelfinale |               |               |               |
| FRA     | Pro Tour Grand Finals       | 2009 | Macao          | MAC  |               | Viertelfinale |               |               |
| FRA     | Europameisterschaft ETTU    | 2014 | Lissabon       | POR  |               |               |               | Viertelfinale |
| FRA     | Europameisterschaft ETTU    | 2013 | Schwechat      | AUT  | letzte 64     | letzte 32     |               | Viertelfinale |
| FRA     | Europameisterschaft ETTU    | 2012 | Herning        | DEN  |               | Viertelfinale |               |               |
| FRA     | Europameisterschaft ETTU    | 2011 | Danzig         | POL  | letzte 64     | letzte 32     |               | 9             |
| FRA     | Europameisterschaft ETTU    | 2010 | Ostrava        | CZE  | letzte 32     | Viertelfinale |               | 3             |
| FRA     | Europameisterschaft ETTU    | 2009 | Stuttgart      | GER  | letzte 64     | letzte 16     |               | 13            |
| FRA     | Europameisterschaft ETTU    | 2008 | St. Petersburg | RUS  | letzte 128    | letzte 32     |               | 10            |
| FRA     | Jugend-Weltmeisterschaft    | 2007 | Palo Alto      | USA  | letzte 16     | Viertelfinale | letzte 64     | 3             |
| FRA     | Jugend-Weltmeisterschaft    | 2006 | Kairo          | EGY  | letzte 16     | letzte 16     | letzte 32     | Viertelfinale |
| FRA     | Jugend-Weltmeisterschaft    | 2005 | Linz           | AUT  | letzte 64     | letzte 32     | Halbfinale    |               |
| FRA     | Jugend-Europameisterschaft  | 2007 | Bratislava     | SVK  | letzte 64     | Gold          | Halbfinale    | Viertelfinale |
| FRA     | Jugend-Europameisterschaft  | 2006 | Sarajevo       | BIS  | letzte 64     | letzte 32     | Silber        | 3             |
| FRA     | Jugend-Europameisterschaft  | 2005 | Prag           | CZE  | letzte 32     | Viertelfinale | Viertelfinale | 1             |
| FRA     | Schüler-Europameisterschaft | 2004 | Budapest       | HUN  | Viertelfinale | Halbfinale    | Viertelfinale | 1             |
| FRA     | Schüler-Europameisterschaft | 2003 | Novi Sad       | SRB  |               | Viertelfinale | letzte 128    |               |
| FRA     | Jugend TOP 10               | 2007 | Riga           | LVA  | 4. Platz      |               |               |               |